# Vincenzo Colamartino
Vincenzo Colamartino (1 de mayo de 1962) es un deportista italiano que compitió en ciclismo en la modalidad de pista. Ganó una medalla de plata en el Campeonato Mundial de Ciclismo en Pista de 1987, en la prueba de medio fondo.

## Medallero internacional
| Campeonato Mundial | Campeonato Mundial | Campeonato Mundial | Campeonato Mundial |
| Año                | Lugar              | Medalla            | Competición        |
| ------------------ | ------------------ | ------------------ | ------------------ |
| 1987               | Viena (Austria)    | Medalla de plata   | Medio fondo (A)    |
| 1988               | Gante (Bélgica)    | DSC                | Medio fondo (A)    |